# Вітобель
Вітобель (пол. Witobel) — село в Польщі, у гміні Стеншев Познанського повіту Великопольського воєводства.
Населення — 696 осіб (2011).
У 1975-1998 роках село належало до Познанського воєводства.

## Демографія
Демографічна структура станом на 31 березня 2011 року:
|          | Загалом | Допрацездатний вік | Працездатний вік | Постпрацездатний вік |
| -------- | ------- | ------------------ | ---------------- | -------------------- |
| Чоловіки | 350     | 80                 | 237              | 33                   |
| Жінки    | 346     | 71                 | 216              | 59                   |
| Разом    | 696     | 151                | 453              | 92                   |